# Swedish Open 2014
Die Swedish Open 2014 waren ein Tennisturnier der WTA Tour 2014 für Damen und ein Tennisturnier der ATP World Tour 2014 für Herren in Båstad. Das Herrenturnier fand vom 7. bis zum 13. Juli 2014, das Damenturnier eine Woche darauf, vom 14. bis 20. Juli 2014, statt.

## Herrenturnier
→ Qualifikation: SkiStar Swedish Open 2014/Qualifikation

## Damenturnier
→ Qualifikation: Collector Swedish Open 2014/Qualifikation